# 토이 스토리 댓 타임 포갓
토이 스토리 댓 타임 포갓(Toy Story That Time Forgot)은 픽사 애니메이션 스튜디오가 제작하고 2014년 12월 2일 ABC (미국의 방송사)에서 방영된 미국 애니메이션 크리스마스 TV 스페셜이다. 샘 앤 맥스(Sam & Max)의 제작자 스티브 퍼셀이 각본과 감독을 맡은 작품이다. 이 스페셜은 갈린 서스만이 제작했다. 마이클 자키노가 스페셜 음악을 작곡했다. 토이 스토리 (시리즈) 시리즈의 정규 출연진 대부분은 우디 역의 톰 행크스, 버즈 라이트이어 역의 팀 앨런, 트릭시 역의 크리스틴 샬, 렉스 역의 월리스 숀, 미스터 프리클팬츠 역의 티모시 달튼, 미스터 포테이토 헤드 역의 돈 리클스 등 자신의 역할을 재현했다. 제시 역의 조앤 큐잭, 케빈 매키드와 엠마 후닥이 각각 새로운 캐릭터 렙틸루스 막시무스와 에인절 키티로 합류했다. 이는 2017년 4월 6일 사망하기 전 리클스의 마지막 TV 특별 역할이었으며, 2019년 6월 21일 토이 스토리 4가 출시될 때까지 5년 동안 마지막 토이 스토리 제작이었다. 이 스페셜은 비평가들의 호평을 받았다.